# Lance di salvataggio del Titanic

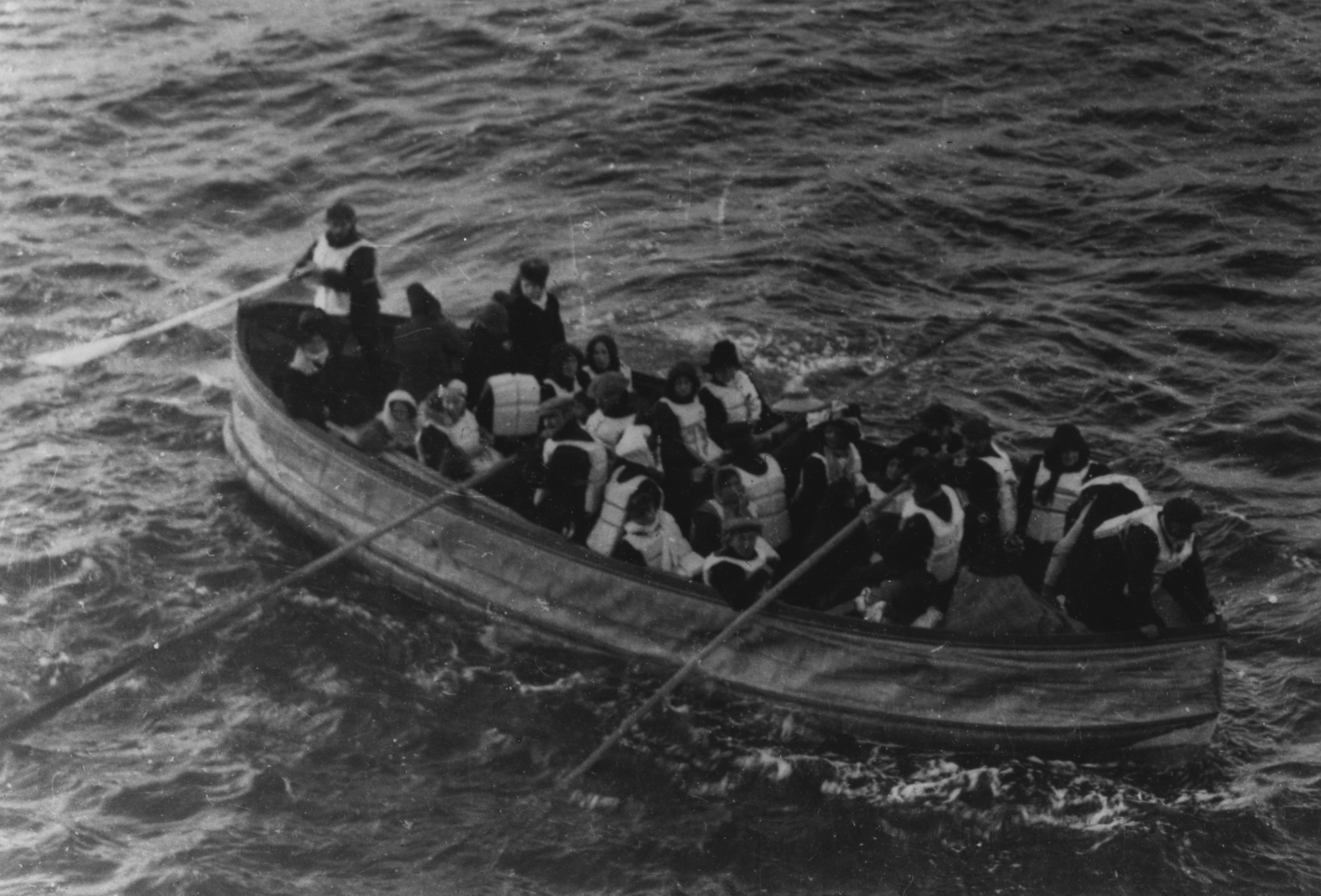
La zattera pieghevole D, parzialmente allagata, in prossimità del Carpathia

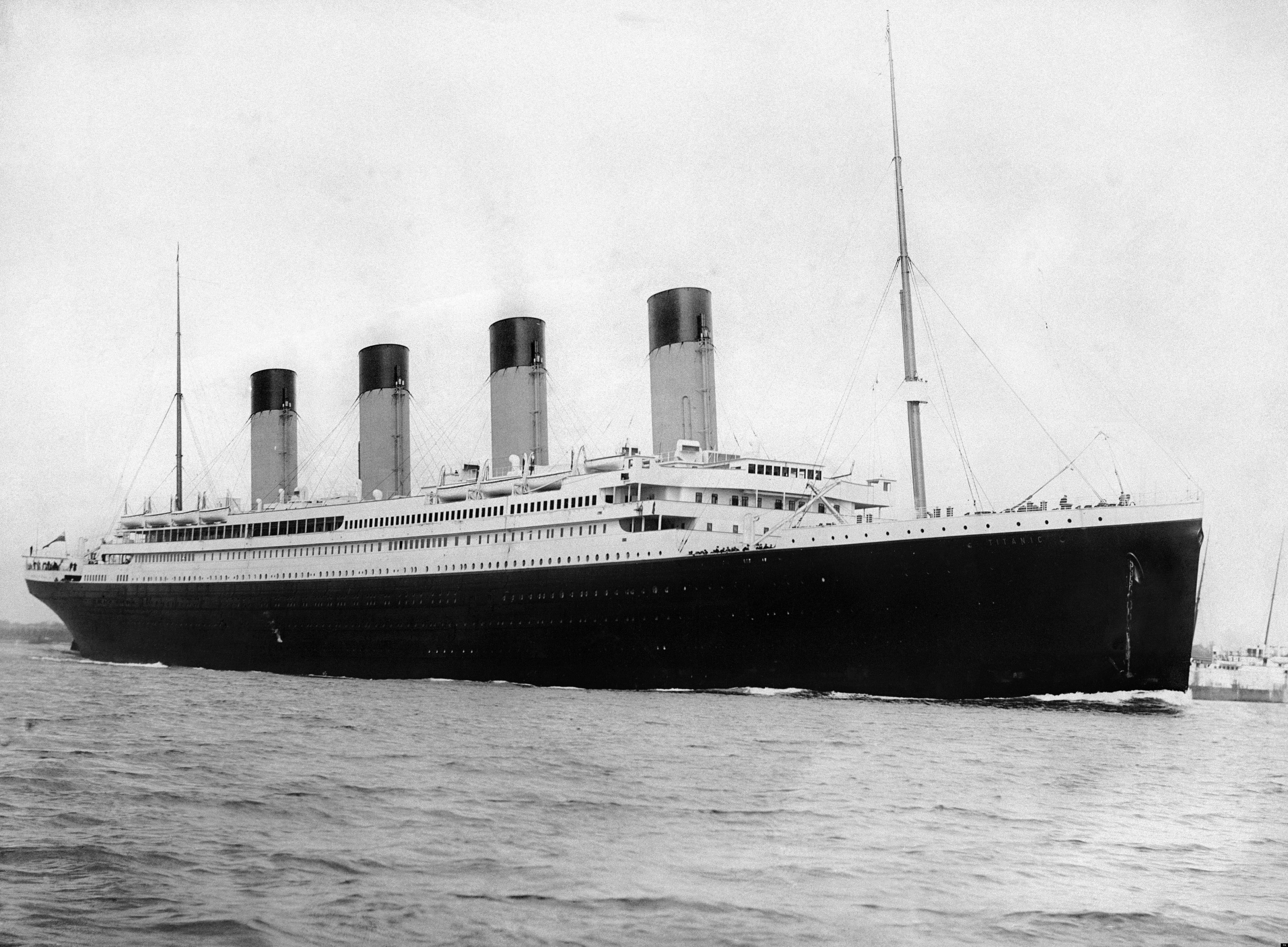
Il transatlantico britannico RMS Titanic alla partenza dal porto di Southampton, il 10 aprile 1912, per quello che sarebbe diventato il suo unico viaggio

Le lance di salvataggio del RMS Titanic svolsero, in occasione del naufragio del noto transatlantico, avvenuto nella notte tra il 14 ed il 15 aprile del 1912, un ruolo determinante nelle operazioni di abbandono della nave da parte dei passeggeri e dei membri dell'equipaggio presenti a bordo.
Il Titanic era dotato di sole 20 lance, con una capacità totale di 1.178 posti, di fatto insufficienti per tutti i passeggeri e i membri dell'equipaggio. A bordo, infatti, erano imbarcate 2.223 persone (molto meno della capacità massima totale della nave) eppure solo il 53% di esse avrebbe potuto mettersi in salvo sulle lance.
Tutte le lance di salvataggio furono calate in mare durante il naufragio, ma le ultime due, le zattere pieghevoli A e B, furono travolte dall'acqua pochi minuti prima dell'inabissamento: la zattera A vagò per l'oceano semiallagata (all'interno vi erano 30–35 cm d'acqua), mentre la pieghevole B si capovolse completamente. Circa 50-60 persone riuscirono a raggiungere a nuoto i relitti delle due imbarcazioni e molte di esse morirono di ipotermia durante la notte. I superstiti vennero recuperati la mattina seguente dalle lance di salvataggio numero 14, numero 12 e numero 4.
Sebbene ci fossero 1.178 posti disponibili sulle lance, solo 705 persone riuscirono ad occuparli. Molte di esse, infatti, furono calate in mare mezze vuote. Secondo alcune testimonianze, i marinai avevano il timore che, se riempite troppo, le lance avrebbero potuto cedere, nonostante i collaudi a tale riguardo fossero stati eseguiti con successo. I membri dell'equipaggio che calarono in mare le lance sul lato di sinistra della nave, tra i quali vi fu il secondo ufficiale di coperta Charles Lightoller, le caricarono 'solo' con donne e bambini e qualche marinaio per il loro governo; agli uomini fu impedito di salire anche se vi era ancora molto spazio disponibile. Al contrario il primo ufficiale William McMaster Murdoch, incaricato di ammainare le lance sul lato destro, cercò di caricarle il più possibile, facendo salire prima donne e bambini e poi, se rimaneva spazio, anche uomini, di tutte le classi. Quasi due terzi dei superstiti dovettero la loro vita a Murdoch.
In seguito all'inabissamento della nave, solo due lance, la numero 14 e la numero 4, tornarono indietro sul luogo del disastro con lo scopo di recuperare eventuali altri naufraghi ancora vivi. La lancia di salvataggio numero 4 recuperò otto membri dell'equipaggio (due dei quali, Siebert, e Lyons  morirono poco dopo, il primo a bordo dell'imbarcazione quella notte stessa, il secondo sul Carpathia la notte del 16 aprile), mentre la numero 14 raccolse dall'acqua gelida quattro persone (una delle quali, il signor William Fisher Hoyt, morì durante la notte). La prima lancia a raggiungere il Carpathia fu la numero 2, al comando del quarto ufficiale Joseph Groves Boxhall, alle 4 del mattino, un'ora e quaranta minuti dopo l'inabissamento del Titanic. L'ultima a raggiungere la nave di soccorso fu la lancia numero 12, alle 8:15 circa.

## Tipologie delle lance di salvataggio

Schema delle lance di salvataggio, con orario di calo in mare e numero di passeggeri a bordo di ognuna

Il Titanic aveva una dotazione di 20 imbarcazioni di salvataggio, di tre diverse tipologie:

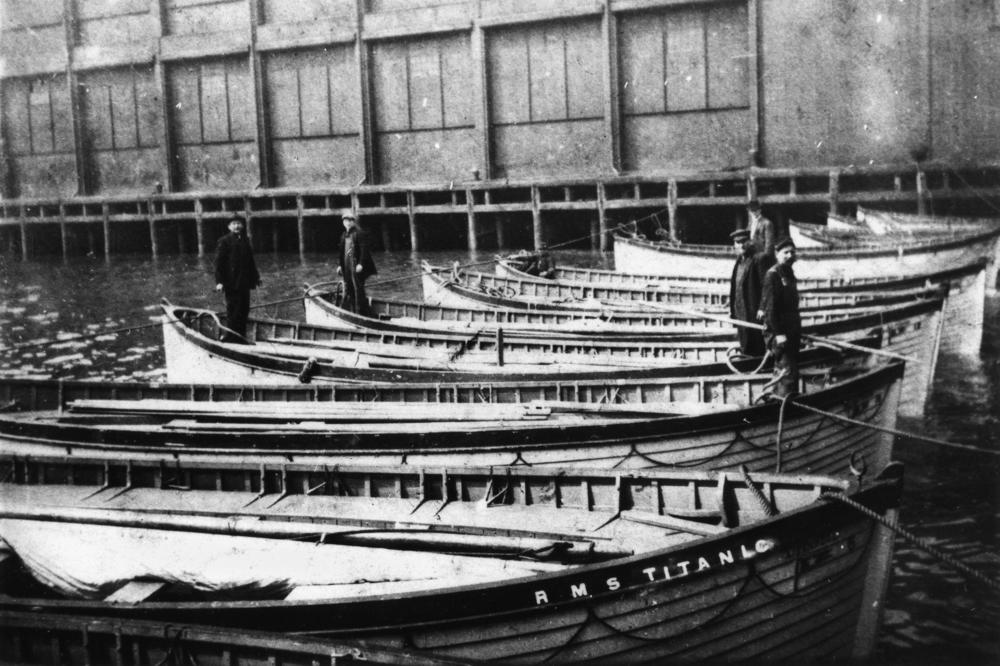
Le lance di salvataggio del Titanic dopo il naufragio

- 14 lance standard in legno, costruite contemporaneamente alla nave nei cantieri Harland and Wolff, ciascuna con una lunghezza di 30 piedi (9,15 metri), una larghezza di 9 piedi e un pollice (2,77 metri) e una profondità di 4 piedi (1,22 metri). Queste barche, contrassegnate con i numeri dal 3 al 16, erano state progettate e collaudate per trasportare 65 persone ciascuna e avevano una capacità di 655,2 piedi cubi (18,55 m³). Il timone, così come la chiglia, era in olmo e aveva uno spessore di 1,75 pollici (4,4 cm), mentre il telaio di poppa era in quercia; lo scafo, invece, era in pino giallo. Ogni imbarcazione era provvista di dieci remi, un albero, una vela, un'ancora galleggiante, dell'acqua, alcune lampade, una cassa di zavorra contenente dei biscotti, una bussola ad alcool e un gran numero di coperte e di giubbotti di salvataggio.[8] Ogni lato della nave aveva 3 di queste lance nella parte prodiera e 4 nella parte poppiera;[9]
- 2 imbarcazioni di salvataggio in legno, anch'esse costruite nei cantieri Harland and Wolff, contrassegnate con i numeri 1 e 2. Erano simili alle lance standard, ma più piccole; avevano una lunghezza di 25 piedi e 2 pollici (7,67 metri), una larghezza di 7 piedi (2,18 metri) ed una profondità di 3 piedi (0,91 metri). Avevano una capacità di 322 piedi cubi (9,12 m³) ed erano state studiate per trasportare 40 persone ciascuna.[10] Entrambe avevano a disposizione le stesse attrezzature delle lance standard ad eccezione dei remi, che erano sei e non dieci;
- 4 zattere di salvataggio pieghevoli di tipo "Engelhardt", fabbricate dalla Engelhardt Collapsible Lifeboats Company e contrassegnate dalle lettere A, B, C e D;[9] ciascuna aveva una capacità di 10,66 m³ e poteva trasportare 47 persone. Le zattere, in kapok e sughero, avevano dei lati di tessuto che potevano essere sollevati per formare la barca o, viceversa, abbassati per facilitare l'ancoraggio. Ogni zattera aveva una lunghezza di 27 piedi e 5 pollici (8,36 metri), una larghezza di 8 piedi (2,44 metri) e una profondità di 3 piedi (0,91 metri). Le quattro zattere avevano a disposizione solo otto remi e nessun'altra attrezzatura. Le zattere A e B erano situate sulla tolda dell'alloggio degli ufficiali, mentre le pieghevoli C e D erano sul ponte lance accanto alle lance di salvataggio 1 e 2.

Ogni imbarcazione, ad eccezione delle quattro zattere pieghevoli, possedeva tredici targhe segnaletiche, necessarie alla loro identificazione. Le informazioni riportate sulle suddette targhe, tutte in ottone o in legno, riportavano il nome della nave ("S.S. Titanic", sebbene la reale sigla della nave fosse "RMS", ossia Royal Mail Ship, in quanto la nave trasportava anche la posta), il nome del porto d'immatricolazione (ovvero Liverpool), l'emblema della White Star Line, il numero della lancia (da 1 a 16) e le relative caratteristiche (lunghezza, larghezza, profondità e capacità).
Le gru montate a bordo della nave, utilizzate la notte del naufragio per ammainare in mare le lance di salvataggio, erano state costruite dalla Welin Davit and Engineering Company di Londra, fondata nel 1901 dallo svedese Axel Welin. Tutte le lance erano state installate sul Titanic nel gennaio del 1912.

## Lance di salvataggio insufficienti

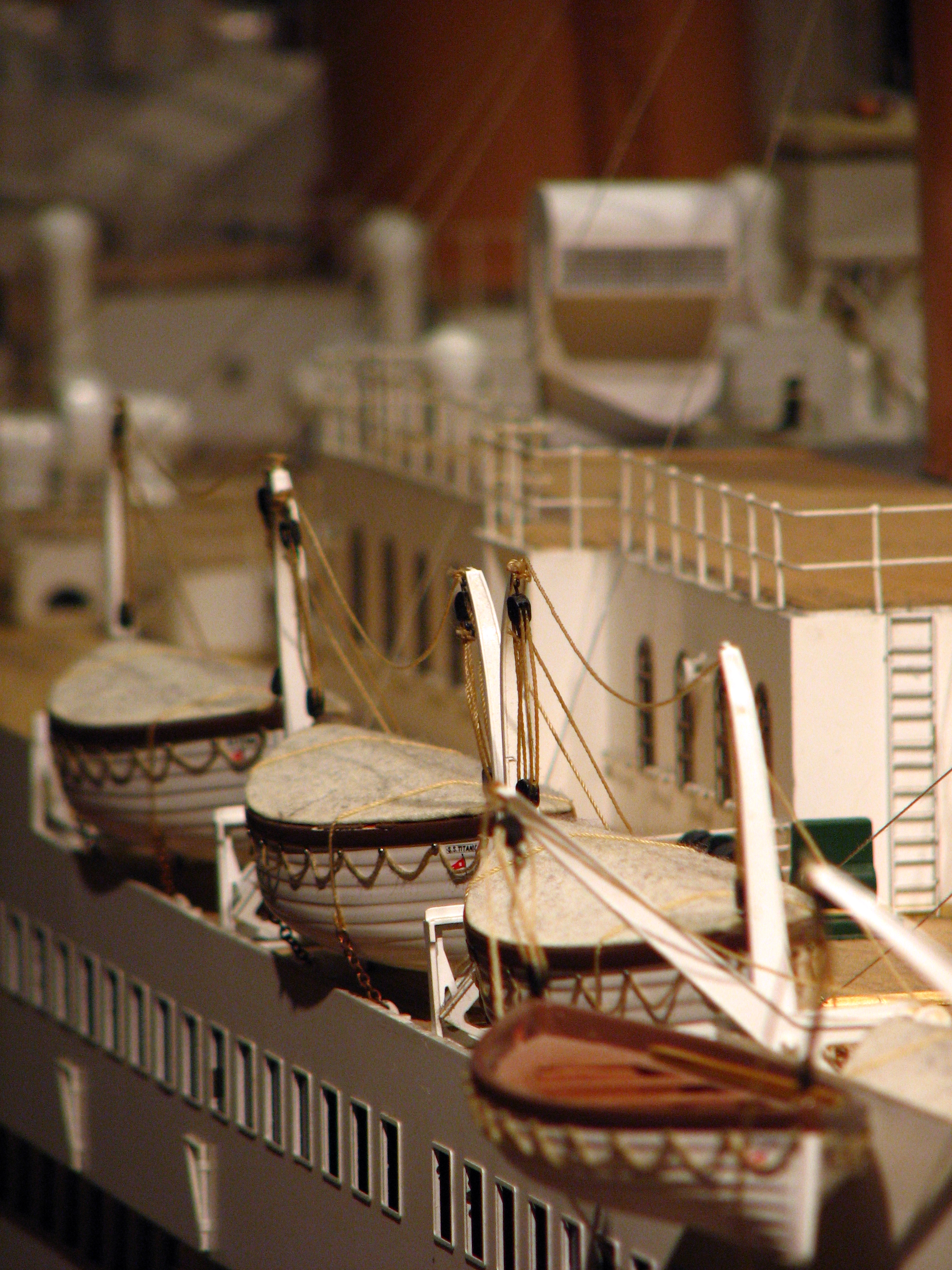
Disposizione delle lance di salvataggio del Titanic su un modello in larga scala della nave

La carenza di lance sul Titanic non era dovuta a problemi di spazio, in quanto il piroscafo era stato progettato per ospitare fino a 64 imbarcazioni, e neppure a motivi economici, in quanto 32 barche aggiuntive sarebbero costate solo 16.000 $, insignificanti se paragonati ai 7,5 milioni di dollari spesi in totale dalla società per la costruzione del transatlantico. La motivazione è da ricercarsi nelle norme di sicurezza obsolete e nel disordine estetico che avrebbe provocato la massiccia presenza di imbarcazioni sul ponte lance.

### Le norme di sicurezza dell'epoca
Nel 1886 il Ministero del commercio britannico (Board of Trade) promulgò le prime norme di sicurezza per le navi mercantili dell'epoca, che sarebbero state poi rinnovate nel 1894. Tale legge, che fu scritta basandosi sulla stazza dell'allora nave più grande del mondo, ovvero il Lucania, obbligava a installare un minimo di 16 lance sulle navi che superassero le 10.000 tonnellate, con una capacità totale di 9.625 piedi cubi (272,5 m³), equivalente a 962 persone. Nonostante con il passare del tempo venissero costruite navi sempre più grandi, la legge non fu mai modificata aumentando il numero minimo di barche per tenere conto dell'aumento del tonnellaggio e dei passeggeri, e nessuno espresse preoccupazioni in merito. La disponibilità di così pochi posti sulle lance in una nave di ben 46.328 tonnellate ed in grado di imbarcare quasi 3.400 persone, quindi, nel 1912 non contravveniva a nessuna regola.
Il Titanic non era l'unica nave con questo problema. Si stima infatti che, all'epoca del naufragio, almeno 33 delle 39 navi britanniche da più di 10.000 tonnellate disponessero di un numero insufficiente di lance. Il caso peggiore era quello del RMS Carmania, nave di proprietà della Cunard Line, nave in cui, in un viaggio a pieno carico, solo il 29% delle persone a bordo avrebbe potuto mettersi in salvo sulle lance in caso di naufragio.

### Il progetto di Carlisle
Uno dei progettisti della White Star Line, Alexander Carlisle, fece installare sul Titanic sedici nuove gru di tipo "Welin" (nome della già citata società che le realizzava), che potevano sostenere complessivamente 32 lance e ammainarne 64. Le lance aggiuntive però non furono mai installate e la White Star Line aggiunse soltanto 4 canotti pieghevoli "Engelhardt", i quali avevano una capacità totale di 1.506 piedi cubi (42,6 m³). La somma del volume delle 16 lance con quello dei 4 canotti pieghevoli era di 11.328 piedi cubi (320,8 m³), una cifra che rientrava pienamente nei criteri dettati dal regolamento del Board of Trade, secondo il quale il volume doveva essere almeno di 9.625 piedi cubi (272,5 m³).
Pare che le decisioni finali siano state di Lord William Pirrie, presidente della Harland and Wolff, e di Joseph Bruce Ismay, amministratore delegato della White Star Line, secondo i quali il ponte lance con 64 imbarcazioni avrebbe avuto un aspetto troppo disordinato e la vista sul mare dal salone e dal ponte di passeggiata di prima classe sarebbe stata compromessa. Alla fine, Carlisle accettò la decisione di Pirrie e Ismay e affidò la concezione delle 16 lance di legno a Thomas Andrews, nipote di Pirrie e capo progettista del Titanic.

## Messa a mare delle lance di salvataggio
Alle 23:40 del 14 aprile 1912, durante il suo viaggio inaugurale, dopo poco meno di quattro giorni e dodici ore alla partenza dal porto di Southampton, navigando in direzione di New York in una notte fredda, senza luna e con il mare estremamente calmo, il Titanic si trovò improvvisamente di fronte un grosso iceberg, che venne avvistato e segnalato dalle vedette Frederick Fleet e Reginald Lee; in quel momento il comando della nave era affidato al primo ufficiale William McMaster Murdoch, il quale ordinò una manovra evasiva che venne prontamente eseguita, ma non si riuscì ad evitare la collisione. I controlli effettuati rivelarono che la nave sarebbe inevitabilmente affondata, pertanto, circa venti minuti dopo, verso le 00:05, il comandante Edward Smith (che al momento della collisione si trovava a riposo, era stato avvisato di quanto era accaduto ed era subito rientrato in servizio) ordinò all'equipaggio di preparare le lance di salvataggio e radunare i passeggeri nei punti di riunione. A Murdoch fu ordinato di ammainare le lance situate sul lato di dritta della nave assieme al terzo ufficiale Herbert John Pitman e al quinto ufficiale Harold Godfrey Lowe, mentre il secondo ufficiale Charles Lightoller, il comandante in seconda Henry Tingle Wilde e il sesto ufficiale James Paul Moody dovettero ammainare quelle sul lato di sinistra. Questi uomini furono affiancati da un gran numero di sottufficiali, marinai, cuochi, camerieri, cabinanti e fuochisti, che li aiutarono a riempire le lance scortando i passeggeri sul ponte.
L'ordine impartito dal comandante Smith fu quello di dare la precedenza sulle lance alle donne e ai bambini. Gli ufficiali Murdoch e Lightoller, però, come già accennato, interpretarono quest'ordine in due modi diversi: il primo fece imbarcare sulle lance prima le donne e i bambini e poi, se rimaneva spazio, permise di salire anche ai passeggeri di sesso maschile, mentre il secondo riempì le lance esclusivamente con donne e bambini e negò l'imbarco a tutti gli uomini anche quando le imbarcazioni di salvataggio disponevano ancora di molto spazio, sprecando quindi tre quinti dei posti disponibili.

### Lancia numero 7

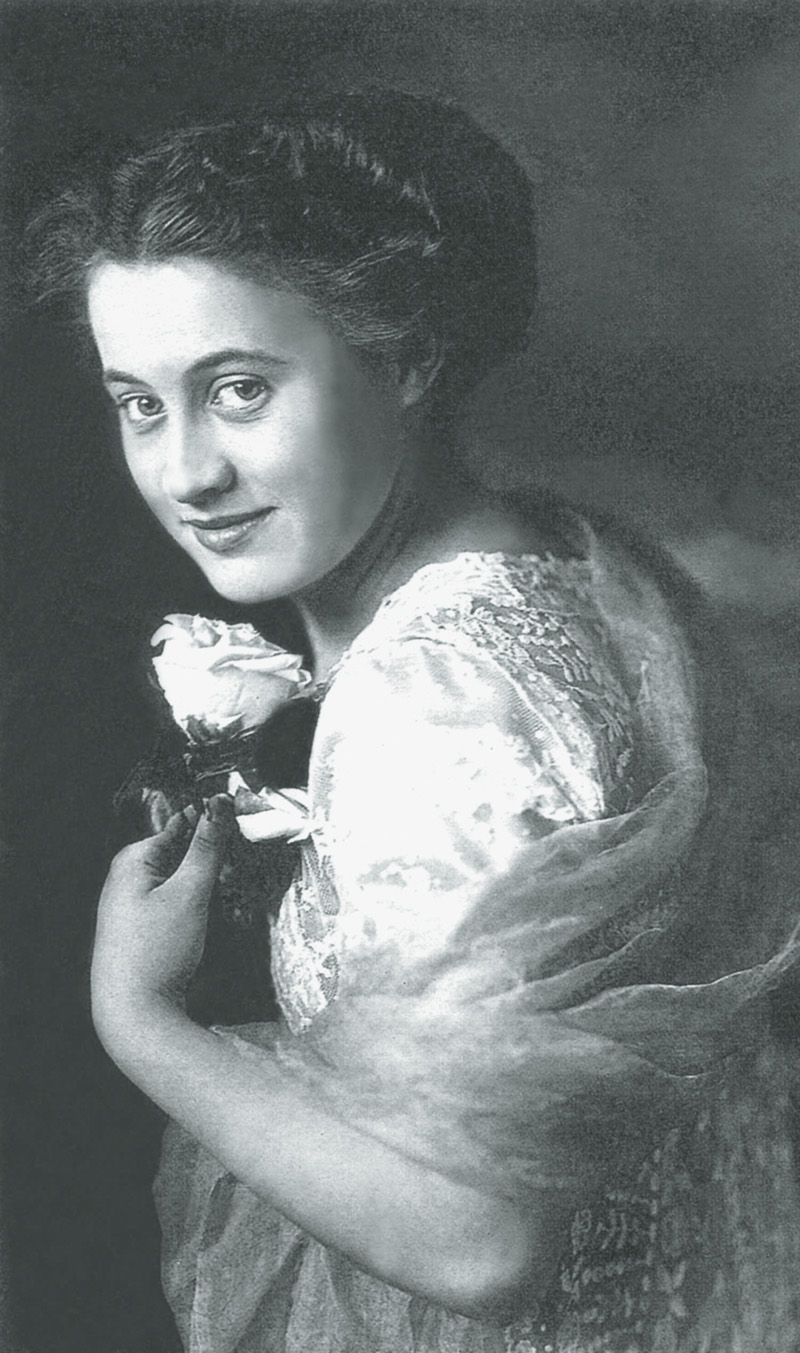
Dorothy Gibson

La lancia di salvataggio numero 7 fu calata in mare alle 00:45 circa, dal primo ufficiale Murdoch, affiancato dal quinto ufficiale Lowe, con a bordo solo 28 persone, sebbene essa avesse a disposizione 65 posti. Fu la prima lancia ad essere ammainata. A bordo erano presenti 25 passeggeri di prima classe e 3 membri dell'equipaggio.
Tra gli occupanti di questa imbarcazione di salvataggio vi furono:
- l'attrice statunitense Dorothy Winifred Gibson,[16] che dopo il naufragio recitò nella pellicola Salvata dal Titanic, primo film incentrato sulla tragedia, in cui interpretò sé stessa;
- Pauline Caroline Gibson,[17] madre di Dorothy;
- l'aviatore francese Pierre Maréchal;[18]
- l'avvocato aziendale di New York Frederic Kimber Seward;[19]
- William T. Sloper,[20] banchiere del Connecticut, accusato ingiustamente di essersi travestito da donna per poter salire sulla lancia;
- George Alfred Hogg,[21] una delle vedette del Titanic, incaricato di governare la barca assieme al collega Archie Jewel;[22]
- Margaret Bechstein Hays,[23] ricca ereditiera newyorkese, che salì sulla lancia assieme al suo cane, il pomerania Lady;
- Alfred Nourney,[24] passeggero tedesco imbarcatosi inizialmente in seconda classe e trasferitosi poi in prima con lo pseudonimo di "barone Alfred von Drachstedt";
- Dickinson Bishop,[25] uomo d'affari, che si salvò assieme alla moglie Helen,[26] anch'egli accusato ingiustamente di essersi travestito da donna per avere un posto sulla lancia di salvataggio;
- William Clifford Weller,[27] marinaio scelto.

Nel corso della notte, in seguito all'inabissamento, avvenuto alle 02:20 del 15 aprile, due occupanti della lancia numero 7 (Catherine Elizabeth Crosby e la figlia Harriette Rebecca) furono trasferiti sulla lancia numero 5. Gli occupanti della lancia numero 7 vennero poi tratti in salvo dal Carpathia alle 06:15.

### Lancia numero 5

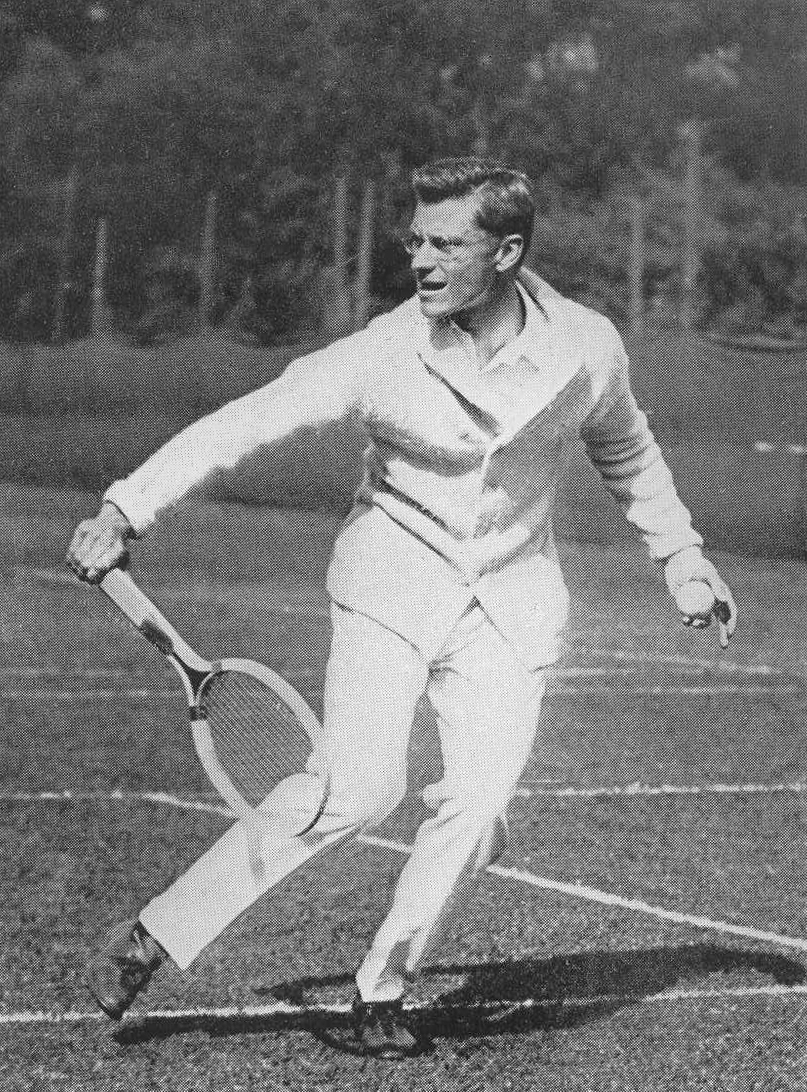
Karl Behr

La lancia di salvataggio numero 5 venne calata in mare alle 00:55 circa dal quinto ufficiale Lowe e dal primo ufficiale Murdoch con a bordo 36 persone su 65 posti disponibili. Il terzo ufficiale Pitman, scelto come capo-lancia, e Joseph Bruce Ismay aiutarono Murdoch e Lowe a riempire la lancia. Ismay, ancora in pigiama e pantofole, ebbe una breve discussione con il quinto ufficiale Lowe riguardo l'ammaino dell'imbarcazione, insistendo affinché fosse calata in mare il più fretta possibile, e finì per irritare Lowe, che lo zittì.
Tra gli occupanti di questa imbarcazione di salvataggio vi furono:
- Ruth Dodge (nata Vivader)[32] e Washington Dodge Jr[33], moglie e figlio di Washington Dodge, un prominente banchiere di San Francisco;
- Karl Howell Behr[34], banchiere e tennista statunitense;
- Helen Monypeny Newson,[35] amica della sorella di Behr e sua futura moglie;
- Annie May Stengel,[36] moglie del commerciante di cuoio Charles Emil Henry Stengel, che si fratturò due costole e perse i sensi quando il passeggero di prima classe Henry William Frauenthal,[37] seguito dal fratello Isaac, saltò dalla nave nella lancia cadendo involontariamente su di lei;[31][38]

Durante la notte alcuni passeggeri imbarcati sulla lancia numero 5 furono trasferiti sulla numero 7. L'ufficiale Pitman, infatti, volle tornare sul luogo del naufragio per raccogliere eventuali superstiti e per fare ciò dovette svuotare la barca. Alcuni passeggeri sulla sua lancia rifiutarono però di tornare indietro per paura di venire assaliti dai naufraghi in acqua e Pitman fu costretto a rinunciare: fu una decisione che lo perseguitò per il resto della sua vita. I superstiti vennero tratti in salvo dal Carpathia alle 06:00.

### Lancia numero 6

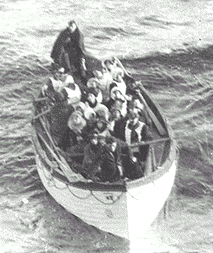
La lancia di salvataggio numero 6 in prossimità del Carpathia

La lancia di salvataggio numero 6 venne calata in mare alle 00:55 circa dal secondo ufficiale Lightoller con a bordo 28 persone su 65 posti disponibili. Fu la prima lancia calata dal lato di sinistra della nave. Tra gli occupanti vi furono:
- la milionaria di Denver Margaret "Molly" Brown (nata Tobin),[40] divenuta poi famosa con il soprannome l'inaffondabile Molly Brown;
- Helen Churchill Candee (nata Hungerford),[41] giornalista, scrittrice e femminista statunitense;
- Robert Hichens,[42] timoniere di servizio durante la collisione contro l'iceberg, messo a capo della lancia dall'ufficiale Lightoller;
- Frederick Fleet,[43] vedetta che aveva avvistato l'iceberg;
- il maggiore Arthur Godfrey Peuchen,[44] uomo d'affari canadese, unico uomo a cui Lightoller diede il permesso di imbarcarsi su una lancia. La lancia numero 6, infatti, era a corto di marinai e Peuchen, che aveva una certa esperienza nel campo della navigazione, si offrì volontario per aiutare a governare la barca.

Secondo alcune testimonianze, oltre a Peuchen, un altro passeggero di sesso maschile riuscì a mettersi in salvo su questa lancia. Si tratta del passeggero di terza classe Philip Zenni, di origini siriane, che saltò nella barca approfittando di una distrazione dell'ufficiale.
Dopo l'inabissamento del Titanic, Peuchen, la signora Brown e altre donne insistettero nel tornare indietro per salvare i naufraghi, ma il timoniere Hichens rifiutò per paura che la scialuppa si ribaltasse. Al suo rifiuto, Hichens venne minacciato dalla signora Brown di venire buttato in mare e, sconfitto, le affidò il comando della lancia. Secondo alcune fonti la lancia nº 6 tornò indietro ma non trovò superstiti, secondo altre invece non tornò indietro. Durante la notte, la lancia numero 6 rimase per un po' al fianco della numero 16. I suoi occupanti vennero tratti in salvo dal Carpathia alle 08:00 circa

### Lancia numero 3
La lancia di salvataggio numero 3 venne calata in mare tra le 01:00 e le 01:05 dal primo ufficiale Murdoch, con a bordo circa 32 persone su 65 posti disponibili, soprattutto donne e bambini. Ad una dozzina di uomini fu successivamente dato il permesso di imbarcarsi sulla lancia, mentre altri passeggeri di sesso maschile rifiutarono di salire sulla lancia dopo aver aiutato le mogli e/o i figli ad accedervi. Sulla lancia si salvarono anche undici membri dell'equipaggio. Tra i passeggeri della lancia numero 3 vi furono:
- George Alfred Moore,[49] marinaio scelto messo a capo della lancia da Murdoch;
- Charlotte Wardle Cardeza (nata Drake),[50] ricca ereditiera di Filadelfia, ed il figlio Thomas;[51]
- Henry Sleeper Harper,[52] proprietario di una casa editrice newyorkese, la moglie Myra Raymond Haxton,[53] l'interprete egiziano Hammad Hassab[54] e il cane pechinese Sun Yat Sen;
- Frederic Oakley Spedden,[55] la moglie Daisy,[56] il figlio Robert Douglas,[57] la cameriera Helen Alice Wilson[58] e la bambinaia Elizabeth Margaret Burns;[59]
- Clara Hays,[60] moglie dell'imprenditore Charles Melville Hays,[61] presidente della Grand Trunk Railway;
- Harry Anderson,[62] agente di cambio di Wall Street.

Si riscontrarono alcuni problemi durante la messa in mare della lancia, come accadde per la numero 7, ma alla fine la lancia raggiunse l'acqua in modo sicuro. Dopo l'inabissamento del Titanic, le donne sulla lancia numero 3, infastidite, iniziarono a discutere e a litigare fra di loro. Gli occupanti della lancia vennero tratti in salvo dal Carpathia alle 07:30 circa.

### Lancia numero 8

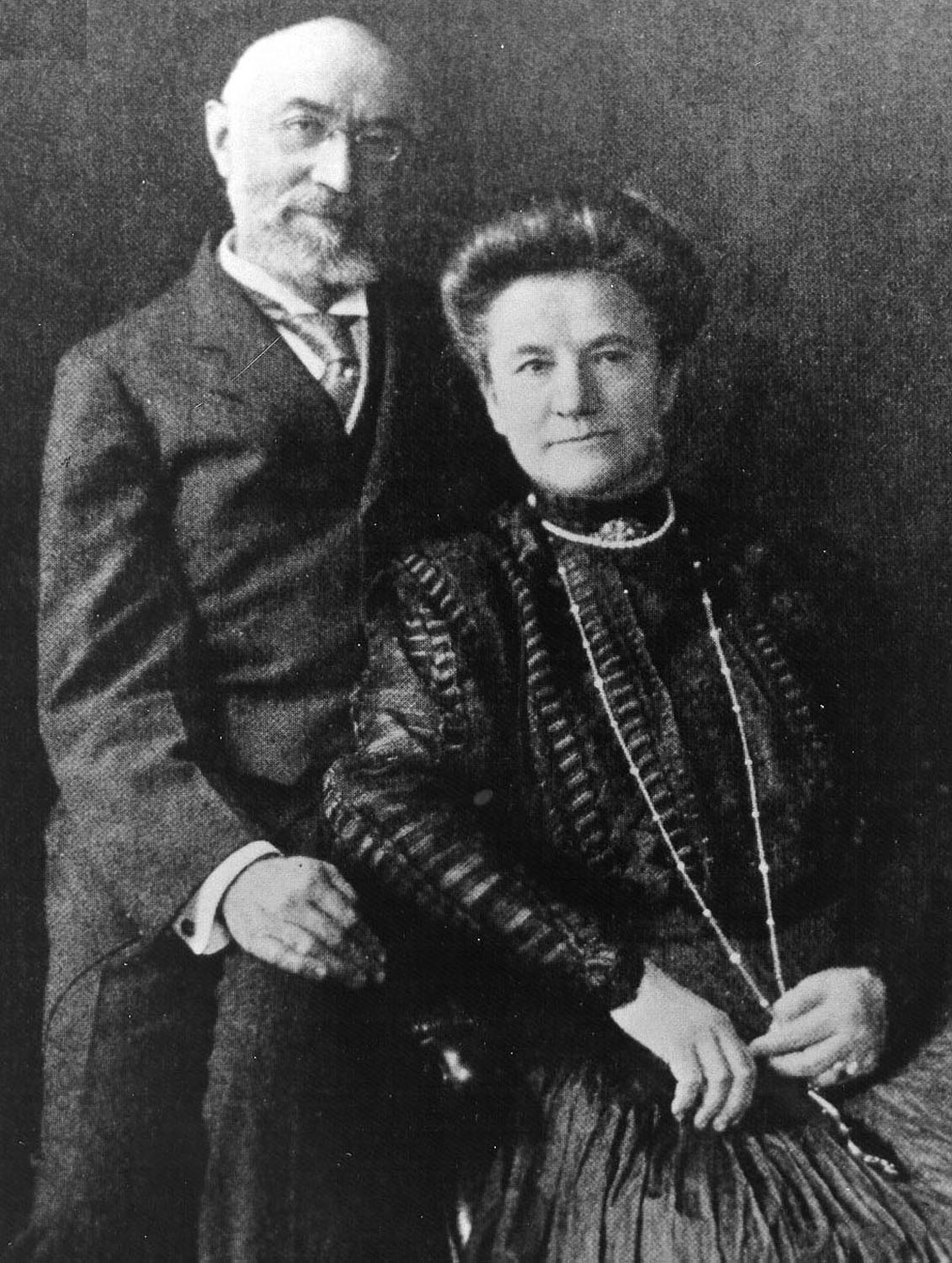
Isidor Straus e la moglie Ida; la donna rifiutò di salire sulla lancia numero 8 per rimanere accanto al marito. Entrambi morirono nel naufragio.

La lancia di salvataggio numero 8 venne calata in mare alle 01:10 circa dal secondo ufficiale Lightoller, coadiuvato dal comandante in seconda Wilde e dallo stesso comandante Smith, con a bordo dalle 25 alle 28 persone su 65 posti disponibili, quasi tutti passeggeri di prima classe di sesso femminile. Tre o quattro uomini erano invece membri dell'equipaggio. La possibilità di salire sulla lancia fu offerta anche a Ida Straus, moglie dell'imprenditore tedesco Isidor Straus, che però rifiutò preferendo restare accanto al marito. Secondo le testimonianze, Ida avrebbe detto: "Non voglio separarmi da mio marito. Come abbiamo vissuto insieme, così moriremo insieme". Anche Isidor rifiutò di mettersi in salvo, sebbene il colonnello Archibald Gracie gli avesse detto che, in considerazione dell'età avanzata, l'ufficiale gli avrebbe sicuramente dato il permesso di salire a bordo della lancia. Ida, dopo aver dato la sua pelliccia alla cameriera Ellen Bird, si allontanò con il marito. Furono visti per l'ultima volta sul ponte lance, abbracciati
Tra gli occupanti di questa imbarcazione di salvataggio vi furono:
- Ellen Bird,[69] cameriera di Ida Straus;
- Lucy Noël Martha (Noëlle) Leslie (nata Dyer-Edwardes), contessa di Rothes, che tenne la barra del timone e, sul Carpathia, si occupò delle donne e dei bambini sopravvissuti;[70][71]
- Gladys Cherry,[72] cugina acquisita di Noël Leslie;
- Thomas William Jones,[73] marinaio messo a capo della lancia;
- Emma Eliza Bucknell,[74] moglie del fondatore della Bucknell University;
- Sarah Daniels,[75] cameriera personale di Bessie Waldo Allison.[76]

Dopo l'inabissamento del Titanic, il marinaio Jones suggerì di tornare indietro per tentare di salvare altri naufraghi, ma quasi tutti i passeggeri rifiutarono per paura che la lancia venisse assalita. Mentre la contessa di Rothes ebbe una condotta eroica, tenendo per un po' la barra del timone e dando conforto alle donne rimaste da poco vedove, altri passeggeri, come la signora Ella White, si lamentarono dei marinai che fumavano. Dopo aver cercato invano di raggiungere una nave avvistata nelle vicinanze, furono costretti a tornare indietro per raggiungere il Carpathia, arrivato sul luogo del disastro. Vennero tratti in salvo alle 07:30 circa.

### Lancia numero 1

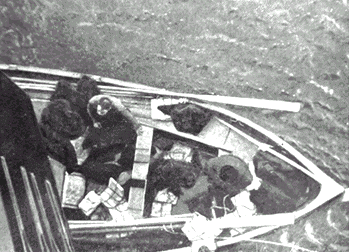
La lancia numero 1 in prossimità del Carpathia

La lancia di salvataggio numero 1 venne calata in mare alle 01:10 circa dal primo ufficiale Murdoch con a bordo solamente 12 persone su 40 posti disponibili, di cui 7 membri dell'equipaggio e 5 passeggeri di prima classe. Tale lancia fu ribattezzata dai media "Money Boat", ovvero la "barca del denaro" La messa in mare di questa lancia è tuttora uno degli episodi più controversi della tragedia, non solo perché la lancia venne calata in mare con pochissime persone a bordo, ma anche perché due dei suoi passeggeri, l'atleta Sir Cosmo Duff-Gordon e sua moglie, la stilista Lucy Christiana Sutherland, meglio nota come Lady Duff-Gordon, vennero accusati di aver corrotto l'equipaggio allo scopo di non tornare indietro a raccogliere i naufraghi dopo la sommersione della nave. Queste accuse si rivelarono infondate e i loro nomi vennero riabilitati. Sir Cosmo infatti consegnò cinque sterline ai membri dell'equipaggio, ma non lo fece per corromperli, bensì per ricompensarli per averli salvati.
Oltre a Cosmo e Lucy Duff-Gordon, si salvarono su questa lancia anche la loro segretaria Laura Mabel Francatelli e i passeggeri di prima classe Abraham Lincoln Salomon e Charles Emil Henry Stengel, che aveva appena messo al sicuro sua moglie a bordo della lancia numero 5. Il marinaio George Thomas Macdonald Symons fu messo a capo della lancia.
Durante la notte Lady Duff-Gordon si lamentò perché la sua camicia da notte si era rovinata; come prevedibile, ciò scatenò l'ira delle altre persone a bordo della lancia. Il fuochista Robert William Holland Pusey le fece giustamente notare che molte altre persone avevano perso tutti i loro averi e che moltissime altre stavano lottando tra la vita e la morte. Il fuochista Charles Osker Hendrickson propose di tornare sul luogo del disastro per salvare i naufraghi, ma tutti gli altri si opposero. Gli occupanti della lancia vennero tratti in salvo alle 04:10 circa. Fu la seconda lancia a raggiungere il Carpathia, dopo la numero 2.

### Lancia numero 10
La lancia di salvataggio numero 10 venne calata in mare alle 01:20 dal secondo ufficiale Lightoller, aiutato dal sesto ufficiale Moody, con a bordo circa 35 persone su 65 posti disponibili, quasi tutti donne e bambini, eccetto quattro membri dell'equipaggio. Secondo altre fonti, invece, la lancia sarebbe stata calata in mare dal primo ufficiale Murdoch, che era invece incaricato di ammainare le lance del lato di dritta della nave, alle 01:50, in contemporanea alla numero 4, facendo della lancia numero 10 una delle ultime imbarcazioni di salvataggio ad essere calata in mare.
Il marinaio scelto Edward John Buley fu incaricato di fungere da capo-lancia. Questo compito inizialmente sarebbe spettato al capo dei panettieri Charles Joughin, che aveva aiutato l'equipaggio a caricare la lancia, spingendo al suo interno le donne e i bambini riluttanti ad abbandonare la nave, con lo scopo di riempirla al massimo. Tra coloro che s'imbarcarono su questa lancia vi furono Millvina Dean, una neonata di due mesi di età che era la persona in assoluto più giovane a bordo del Titanic e sarebbe diventata l'ultima a morire tra i superstiti del naufragio (del quale tuttavia non avrebbe avuto ricordi), suo fratello Bertram Dean e sua madre Eva Georgetta Light, nonché Barbara Joyce West, la madre e la sorella. Riuscirono a prendere posto sulla lancia anche Masabumi Hosono, l'unico passeggero giapponese, e l'armeno Neshan Krekorian.
Durante la notte la lancia numero 10, così come la numero 12, la numero 4 e la zattera pieghevole D, venne riempita con alcuni passeggeri della lancia numero 14, che venne svuotata per tornare indietro a raccogliere altri naufraghi. La numero 10 fu la penultima a raggiungere il Carpathia, alle 08:00.

### Lancia numero 9
La lancia di salvataggio numero 9 venne calata in mare alle 01:20 dal primo ufficiale Murdoch, aiutato dal sesto ufficiale Moody, con a bordo circa 44 persone su 65 posti disponibili. Il 2º nostromo Albert Haines e il marinaio scelto George McGough furono messi al timone della lancia. Su questa lancia abbandonarono la nave Pauline Léontine Aubart ed Emma Sägasser, rispettivamente l'amante francese e la cameriera dell'affarista americano Benjamin Guggenheim, il quale, dopo aver fatto salire le due donne sulla lancia, non volle indossare il salvagente, tornò in cabina con il valletto Victor Giglio, si vestì con un abito elegante e pronunciò una frase del tipo: «Abbiamo indossato i nostri vestiti migliori e siamo pronti ad affondare come signori», frase entrata nella storia, che descrive proprio il comportamento che Guggenheim ebbe, rinunciando a salvarsi per consentirlo a quanti più passeggeri possibile e morendo comodamente seduto mentre fumava e sorseggiava brandy.
Quando la nave affondò, la lancia numero 9 si trovava a 200 metri di distanza dal luogo del naufragio. Alcuni superstiti proposero di tornare indietro, ma i membri dell'equipaggio declinarono la proposta, perché la lancia era già abbastanza piena. La lancia raggiunse il Carpathia alle 06:15.

### Lancia numero 12

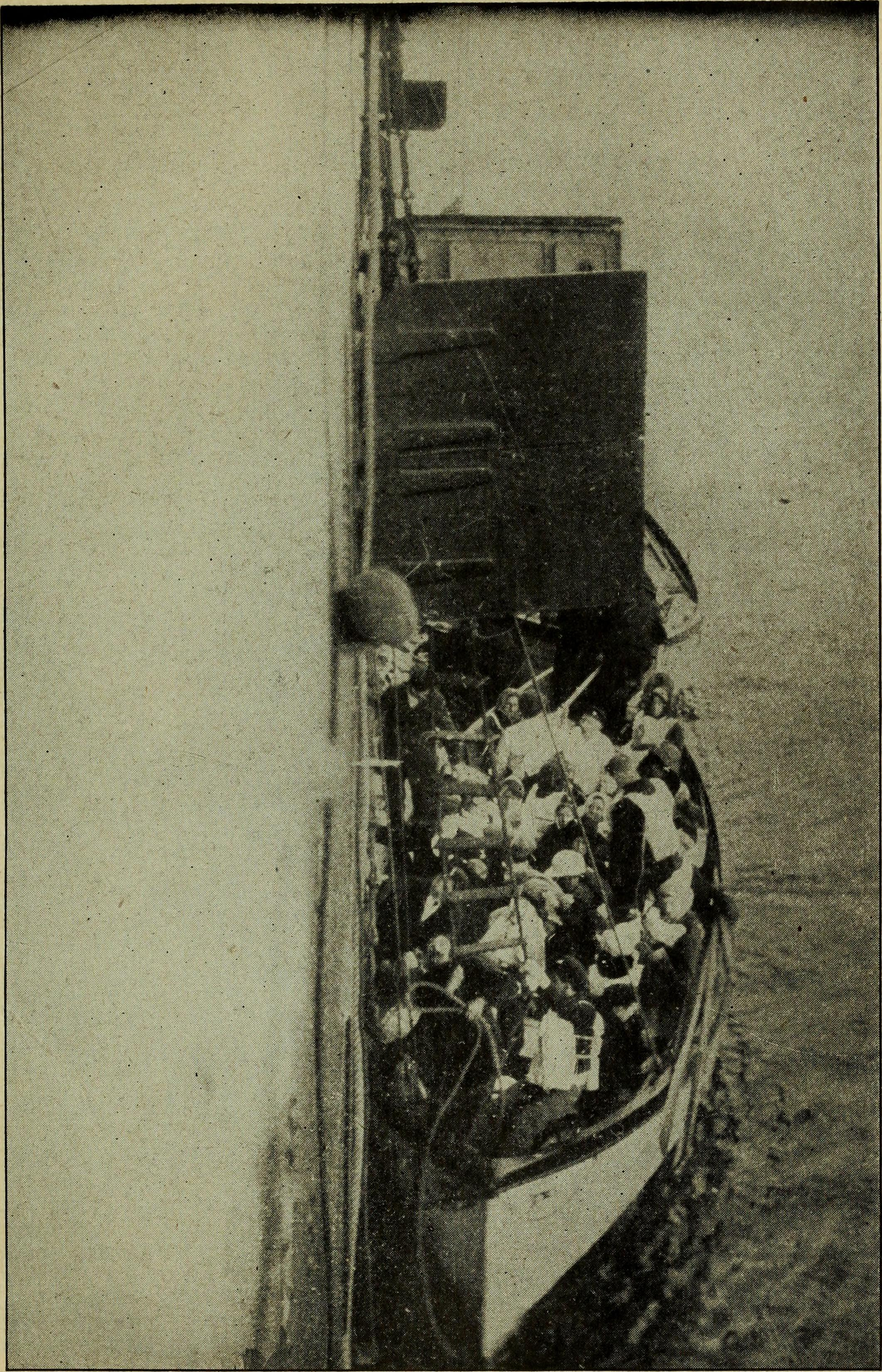
La lancia numero 12 in prossimità del Carpathia

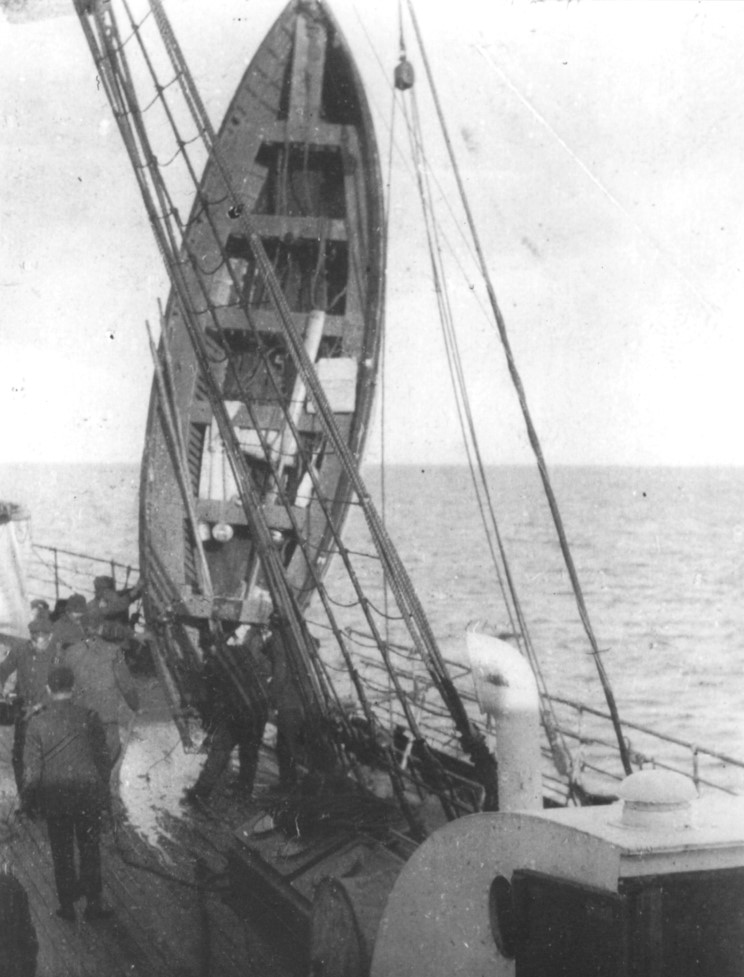
La lancia numero 12 issata a bordo del Carpathia

La lancia di salvataggio numero 12 venne calata in mare alle 01:25 dal secondo ufficiale Lightoller, aiutato dal quinto ufficiale Lowe, con circa 20-30 persone a bordo su 65 posti disponibili, tutte donne di seconda classe eccetto due passeggeri di terza classe e due membri dell'equipaggio, Frederick Clench e John Poingdestre, messi a capo della lancia. Un passeggero di terza classe, secondo alcuni un italiano (ma è più probabile che si tratti di Gurshon "Gus" Cohen), saltò all'interno dell'imbarcazione dal ponte B durante la sua messa in mare, ferendo lievemente la signora Parrish.
Durante la notte numerosi passeggeri di altre lance, compresi gran parte dei superstiti a bordo della zattera pieghevole B, vennero trasbordati a bordo della numero 12. La lancia, con a bordo circa 69 persone, fu l'ultima a raggiungere il Carpathia, alle 08:15 circa.

### Lancia numero 14

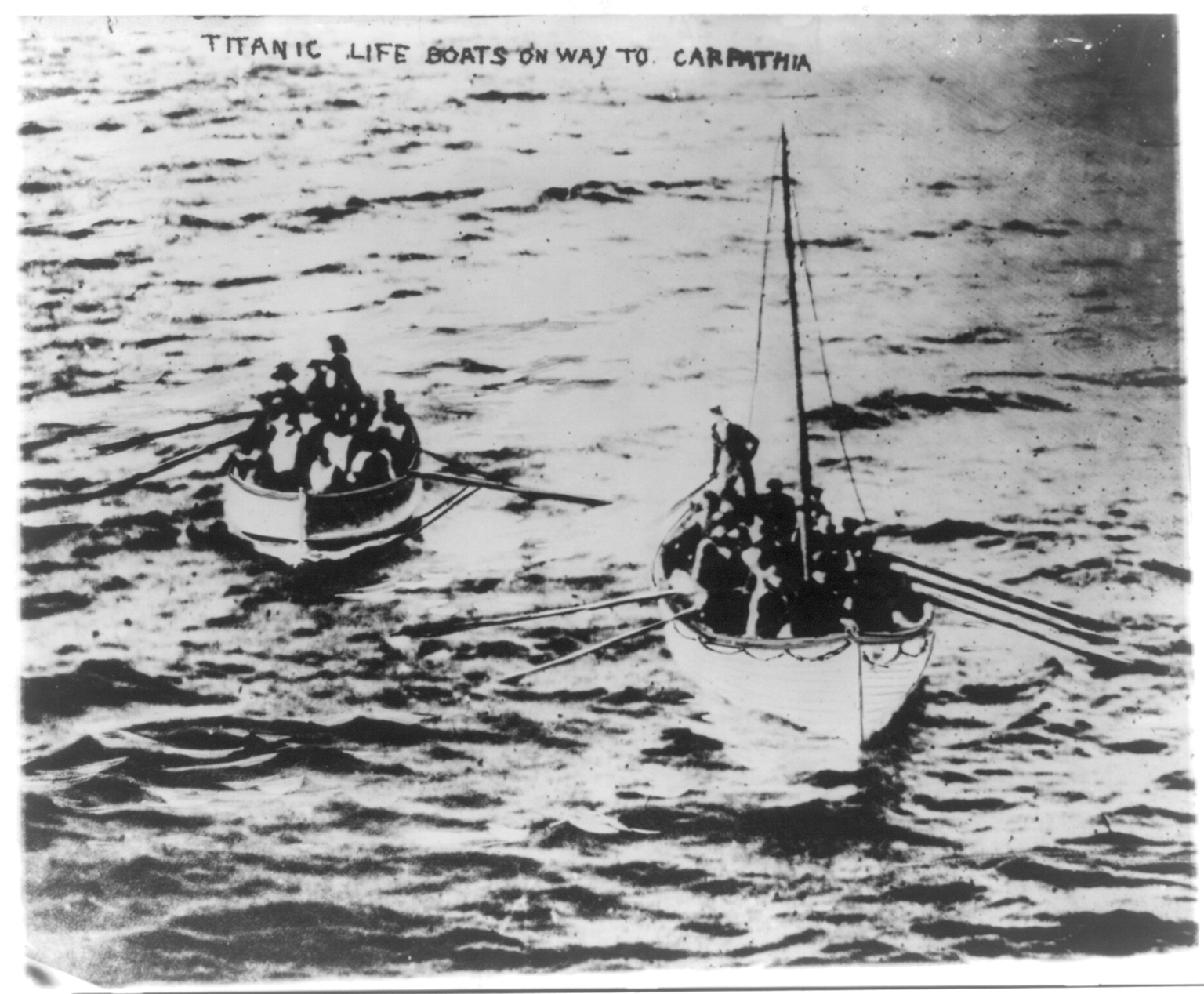
La lancia numero 14 e una zattera pieghevole in prossimità del Carpathia

La lancia di salvataggio numero 14 venne calata in mare alle 01:30 dagli ufficiali Wilde, Lightoller e Lowe; quest'ultimo venne poi messo al timone della stessa. Portò a bordo circa 40-50 persone, quasi tutti donne e bambini eccetto alcuni membri dell'equipaggio e qualche passeggero di sesso maschile che riuscì a salire all'interno dell'imbarcazione senza farsi notare, come il passeggero di terza classe Daniel Buckley, che si mise in testa uno scialle per sembrare una donna e salire senza problemi sulla lancia. Secondo altre fonti, invece, Buckley si sarebbe messo in salvo sulla lancia numero 13. Numerosi passeggeri tentarono di assaltare le ultime lance disponibili, compresa la numero 14, e il quinto ufficiale Lowe si vide costretto a sparare tre colpi di pistola in aria per allontanare la folla. Tra gli occupanti della lancia vi furono la piccola Eva Hart, la madre Esther e la famiglia Laroche, il cui capofamiglia, che perì nella tragedia, era l'unico passeggero nero a bordo della nave.
Dopo l'inabissamento della nave, Lowe fece trasferire molti dei passeggeri della sua lancia a bordo delle lance numero 12, numero 4, numero 10 e della zattera D, in quanto desiderava svuotare il più possibile la numero 14 per tornare indietro e raccogliere eventuali superstiti, cosa che fece, raggiungendo però il luogo del naufragio quando ormai la maggior parte delle persone finite in mare era già morta. Lowe riuscì a trarre in salvo solamente quattro persone, una delle quali morì durante la notte. La lancia numero 14 salvò anche i pochi superstiti a bordo della zattera pieghevole A, parzialmente allagata. La barca raggiunse il Carpathia alle 07:15.

### Lancia numero 11
La lancia di salvataggio numero 11 venne ammainata in mare dal primo ufficiale Murdoch alle 01:25 con a bordo circa 70 persone, risultando quindi l'unica di cui si sa con certezza che fu caricata con più persone di quante ne erano state previste in fase di collaudo. Secondo altre fonti, invece, la lancia sarebbe stata ammainata alle 01:45. La numero 11 è, assieme alla 13 e alla 15, l'unica lancia ad essere stata calata in mare a pieno carico. La lancia raggiunse il Carpathia alle 07:00 circa. Tra gli occupanti vi furono:
- Sidney Humphreys[132], marinaio messo a capo della lancia;
- Edith Louise Rosenbaum[133], stilista statunitense, che salì sulla lancia dopo che un marinaio vi aveva gettato all'interno il suo carillon, un maialino giocattolo regalatogli dalla madre come portafortuna, probabilmente scambiato per un animale vero. Durante la notte, la Rosenbaum intrattenne i bambini a bordo della lancia facendo suonare il giocattolo[134], attualmente conservato al National Maritime Museum di Greenwich;
- Trevor Allison[135], la bambinaia Alice Catherine Cleaver[136] e la cuoca Amelia Mary Brown[137]; i genitori e la sorella maggiore Loraine non riuscirono a salvarsi. La signora Allison fu una delle sole quattro donne di prima classe a perire nella tragedia, mentre Loraine[138] fu l'unica bambina di prima e seconda classe a non farcela;
- Nellie Becker[139] e i due figli minori; la figlia maggiore Ruth fu costretta ad imbarcarsi sulla numero 13, poiché la 11 era già al completo.

### Lancia numero 13

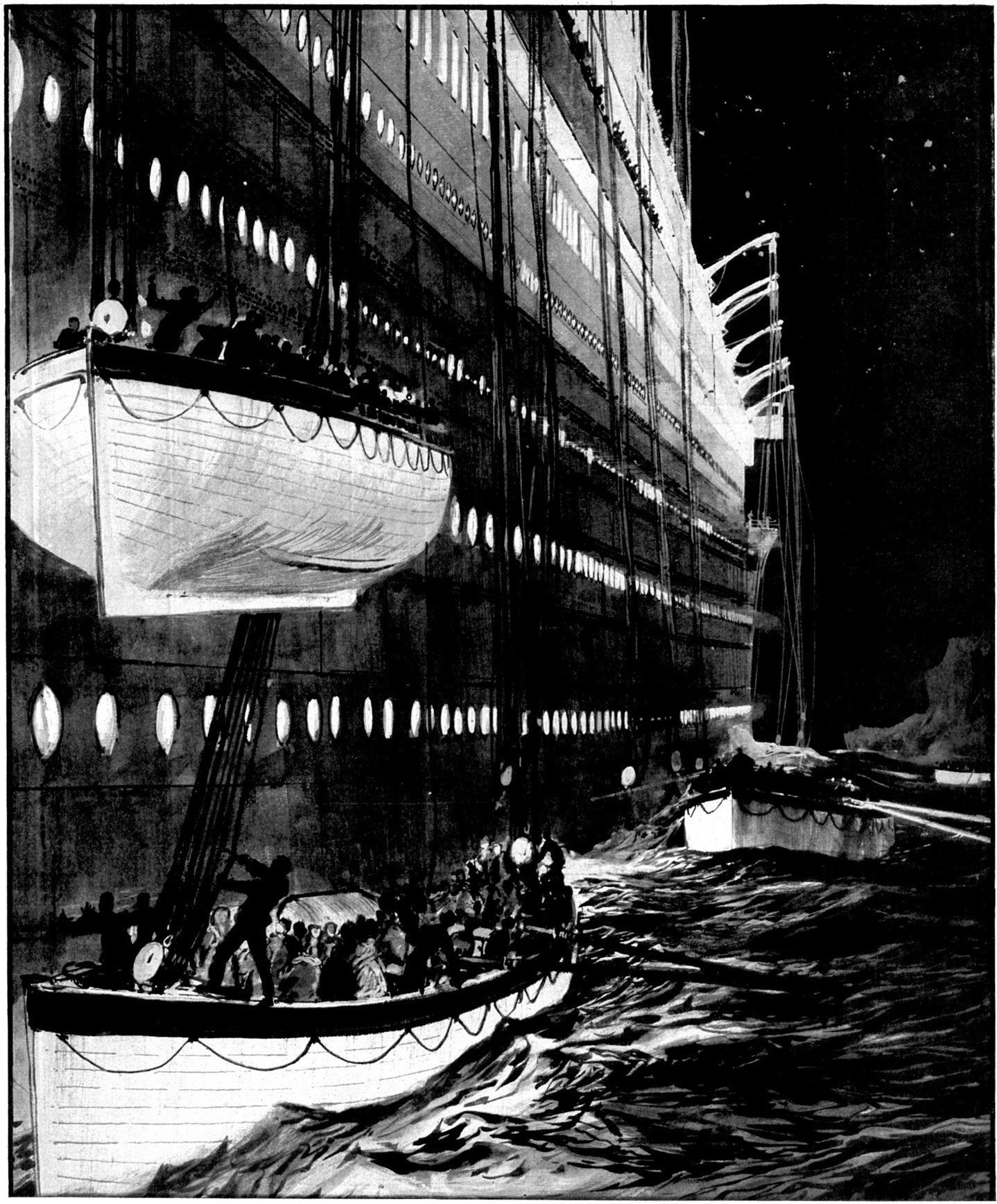
Le lance numero 13 e 15 raffigurate in un disegno di Charles Dixon

La lancia numero 13 venne ammainata in mare alle 01:35 dal sesto ufficiale Moody, aiutato dal primo ufficiale Murdoch, con a bordo circa 65-70 persone su 65 posti disponibili, quasi tutti marinai e passeggeri di seconda e terza classe. Fu l'unica lancia, assieme alla numero 15 e alla numero 11, a venire ammainata a pieno carico. Tra gli occupanti vi furono:
- Frederick Barrett[141], capo dei fuochisti del transatlantico, che fu messo a capo della lancia;
- Washington Dodge[142], l'unico passeggero di prima classe a bordo della lancia, il quale aveva già messo al sicuro la moglie e il figlio sulla lancia numero 5;
- Reginald Lee[143], vedetta che, assieme a Fleet, avvistò l'iceberg;
- Ruth Becker[144], che si era vista rifiutare un posto sulla lancia numero 11 accanto alla madre e ai fratelli minori perché troppo piena;
- Lawrence Beesley[145], un insegnante di scienze, che si buttò all'interno della lancia dal Ponte B mentre essa veniva calata in mare[146].

Appena la lancia numero 13 raggiunse l'acqua, lo sciabordio causato dal rilascio la sospinse proprio sotto la numero 15, che quindi rischiò di caderle addosso. Gli occupanti delle due lance urlarono all'equipaggio di fermare l'ammaino della numero 15, ma nessuno li sentì. Fortunatamente il fuochista Barrett e un altro marinaio riuscirono a tagliare i tiranti della lancia e ad allontanarsi prima che la numero 15 toccasse l'acqua. La lancia raggiunse il Carpathia alle 06:30.

### Lancia numero 15
La lancia di salvataggio numero 15 venne calata in mare dagli ufficiali Murdoch e Moody in concomitanza con la numero 13 con a bordo 65-70 persone su 65 posti disponibili. La vedetta Alfred Frank Evans e il fuochista Frank Dymond furono messi al timone della lancia. Lillian Asplund, una bambina di poco meno di sei anni che sarebbe diventata l'ultima superstite del naufragio a ricordarlo, si salvò su questa lancia insieme alla madre ed al fratello minore. Fu l'unica lancia, assieme alla numero 13 e alla numero 11, ad essere stata ammainata a pieno carico. Come già detto, lo sciabordio causato dal rilascio della lancia numero 13 sospinse quest'ultima verso poppa, proprio sotto la numero 15, che stava per essere ammainata, e si dovettero tagliare i tiranti della numero 13 per evitare che la numero 15 le piombasse sopra. La lancia numero 15 raggiunse il Carpathia alle 07:30.

### Lancia numero 16
La lancia di salvataggio numero 16 venne calata in mare dal sesto ufficiale Moody alle 01:40 con a bordo circa 40 persone, la maggior parte donne e bambini della seconda e della terza classe. La hostess Violet Jessop si salvò su questa lancia. La Jessop passò alla storia in quanto, oltre ad essere sopravvissuta al naufragio del Titanic, si trovò a bordo anche delle due navi gemelle in occasione degli incidenti che le videro protagoniste: era sul RMS Olympic quando entrò in collisione con l'incrociatore Hawke e si trovò sul HMHS Britannic quando esso venne colpito da una mina, affondando, nel 1916. Non si conosce l'ora in cui la numero 16 raggiunse il Carpathia.

### Zattera pieghevole C

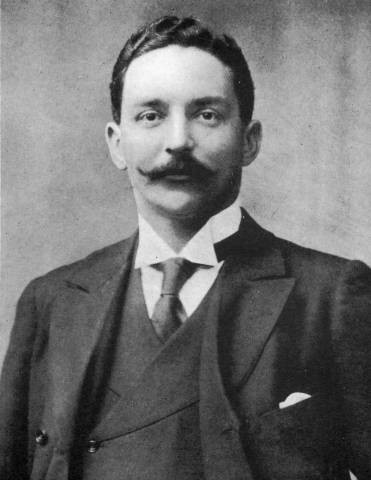
Joseph Bruce Ismay

La zattera pieghevole C venne ammainata in mare alle 01:40 dagli ufficiali Murdoch e Wilde con a bordo 44 persone circa su 47 posti disponibili. Fu la prima delle quattro zattere pieghevoli di tipo "Engelhardt" ad essere ammainata. Murdoch e il commissario di bordo Hugh Walter McElroy riuscirono a sventare un assalto di passeggeri di terza classe e cabinanti che cercavano di salire a bordo dell'imbarcazione, aiutati dai passeggeri di prima classe Hugh Woolner e Mauritz Hokan Björnström-Steffansson, che trascinarono fuori dalla lancia due camerieri che si erano rifugiati al suo interno. L'amministratore delegato della White Star Line Joseph Bruce Ismay, intanto, scortava le donne e i bambini verso la zattera C per riempirla al massimo. Il comandante Smith, che osservava la scena dalla plancia di comando, ordinò al quartiermastro George Thomas Rowe di prendere il comando della lancia. Dato che non arrivavano più donne e bambini, Wilde diede il permesso di riempire i restanti posti agli uomini e sulla lancia salì anche lo stesso Ismay, che dopo il disastro fu attaccato con ferocia dalla stampa statunitense e britannica per aver abbandonato la nave con ancora donne e bambini a bordo..
La zattera, durante l'ammaino, entrò in collisione con lo scafo della nave a causa del forte sbandamento del Titanic.. La zattera C raggiunse il Carpathia alle 05:45 del mattino.

### Lancia numero 2
La lancia di salvataggio numero 2 venne calata in mare alle 01:45 con a bordo 18 persone su 40 posti disponibili. A capo della lancia fu messo il quarto ufficiale Boxhall. Lightoller, vedendo numerosi passeggeri e membri dell'equipaggio di sesso maschile sulla lancia, li minacciò con una pistola, ordinando loro di uscire:
(Charles Lightoller)
Gli occupanti erano soprattutto donne e bambini di prima e terza classe; oltre a loro, erano imbarcati quattro membri dell'equipaggio e un passeggero di terza classe di sesso maschile, Anton Kink, che saltò all'interno della lancia dopo aver messo al sicuro la moglie e la figlia Louise sulla medesima imbarcazione.
Dopo la sommersione della nave, Boxhall propose agli occupanti di tornare indietro per salvare i naufraghi, ma tutti rifiutarono e Boxhall, sconcertato per il rifiuto delle donne di salvare i propri mariti, fu costretto a rinunciare. La numero 2 fu la prima lancia a raggiungere il Carpathia, alle 04:00 circa.

### Lancia numero 4
La lancia di salvataggio numero 4 venne ammainata in mare alle 01:55 dal secondo ufficiale Lightoller con a bordo circa 42 persone. Fu l'ultima lancia standard a venire ammainata. Quando venne dato l'ordine di ammainare le lance, il comandante Smith ordinò di calare la numero 4 fino al ponte di passeggiata. Il Titanic, tuttavia, a differenza del suo gemello Olympic, presentava il ponte di passeggiata chiuso, quindi ci volle molto tempo per riuscire ad aprire le finestre e permettere ai passeggeri di scavalcarle e imbarcarsi sulla lancia. Tra gli occupanti della numero 4 vi furono:
- il timoniere Walter Perkis[164], messo a capo della lancia;
- Madeleine Astor[165], giovane moglie del miliardario John Jacob Astor IV[166], l'uomo più facoltoso a bordo del transatlantico. Astor chiese a Lightoller di unirsi alla moglie, incinta di alcuni mesi, ma l'ufficiale non glielo permise, e non sopravvisse al naufragio[162];
- Eleanor Elkins Widener[167], moglie di George Dunton Widener[168] (figlio del magnate dell'industria tranviaria statunitense Peter Arrell Brown Widener) e madre di Harry Elkins Widener[169];
- Marian Longstreth Morris Thayer[170], moglie del vicepresidente della Pennsylvania Railroad John Borland Thayer[171] e madre di Jack Thayer[172];
- Emily Ryerson[173], moglie del magnate americano dell'acciaio Arthur Larned Ryerson[174], i figli Susan "Suzette"[175], Emily[176] e John[177], la domestica e la governante. A John fu inizialmente vietato l'accesso alla lancia da Lightoller, ma il padre Arthur riuscì a convincere l'ufficiale a permettergli di seguire la madre e le sorelle[178]. Il padre perì nel naufragio;
- Lucile Polk Carter[179], moglie dell'aristocratico William Ernest Carter[180], i figli Lucile[181] e William Thornton II e la cameriera. Dopo che Lightoller diede il permesso a John Ryerson di salire sulla lancia, lo steward George Dodd disse che non avrebbero più fatto salire dei ragazzi sulla lancia. La signora Carter, allora, mise il suo cappello da donna sulla testa del figlio undicenne e insieme salirono sulla numero 4[182]. William Carter, dopo aver messo al sicuro la sua famiglia, abbandonò la nave a bordo della zattera pieghevole C.

Il timoniere Perkis fu incaricato di remare lungo la murata della nave per cercare eventuali naufraghi. Gli ingrassatori Frederick William Scott e Thomas Ranger, vedendo la lancia numero 4, si calarono in mare utilizzando i tiranti della numero 16. Ranger salì sulla lancia senza problemi, mentre Scott cadde in mare nello stesso frangente e fu subito trasportato a bordo dell'imbarcazione. Durante la notte furono recuperate altre otto persone, tutti membri dell'equipaggio. Sulla lancia 4 furono trasferiti anche molti superstiti a bordo della numero 14 e della zattera pieghevole D.
La numero 4 fu l'unica lancia a tornare indietro per recuperare i naufraghi, assieme alla numero 14, che salvò solamente quattro persone. La lancia numero 4, con circa 60 persone a bordo, raggiunse il Carpathia alle 08:00.

### Zattera pieghevole D

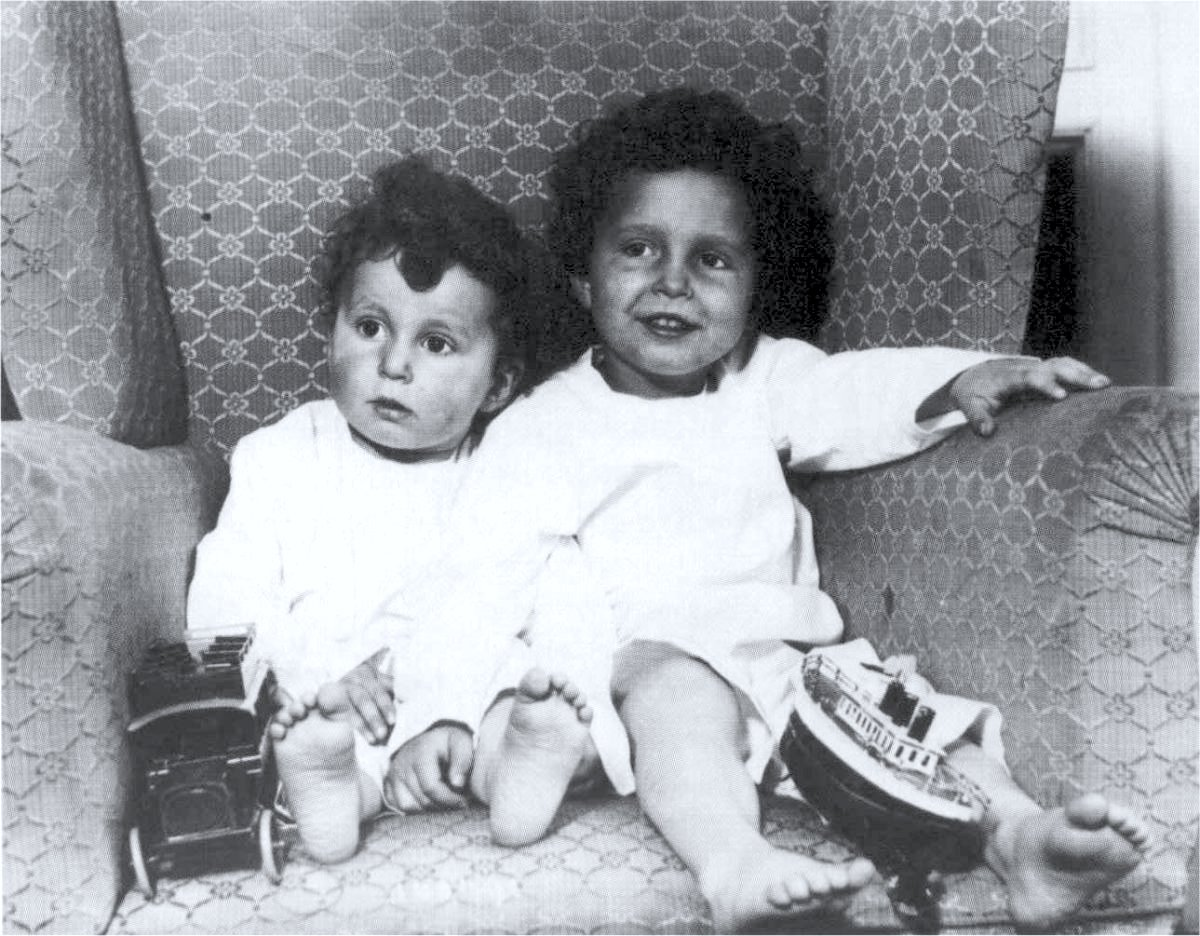
Michel Marcel Navratil e suo fratello Edmond Roger, conosciuti come "gli orfani del Titanic"

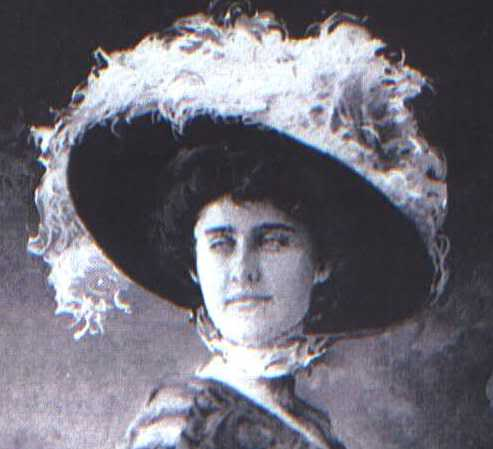
Edith Corse Evans, una delle sole quattro donne di prima classe che morirono sul Titanic

La zattera pieghevole D venne ammainata in mare alle 02:05 con a bordo circa 25 persone su 47 posti disponibili. Fu l'ultima lancia ad essere stata calata in mare con successo, dopo che Lightoller e i suoi marinai l'avevano difesa dall'assalto dei passeggeri di sesso maschile tenendosi per le mani e formando una catena umana. Su questa lancia vennero salvati Michel Marcel Navratil ed Edmond Roger Navratil, i due bambini francesi poi divenuti famosi come "gli orfani del Titanic"; il padre, salito sul Titanic sotto la falsa identità di "Louis Hoffman" dopo aver rapito i suoi due figli sottraendoli alla ex-moglie Marcelle Caretto, perì infatti nella tragedia. Michel morì nel 2001, diventando l'ultimo superstite del Titanic di sesso maschile a scomparire. La signora Caroline Lane Brown e la signorina Edith Corse Evans, entrambe di prima classe, raggiunsero la lancia ma l'equipaggio disse loro che non c'era posto per tutte e due. Caroline, dopo aver rifiutato varie volte, decise infine di prendere posto sulla lancia, su suggerimento della Evans, alla quale fu detto che ci sarebbe stata un'altra lancia per lei. Edith fu una delle sole quattro donne di prima classe che morirono nella tragedia, assieme a Bessie Allison, Ida Straus ed Ann Elizabeth Isham. Il quartiermastro Arthur Bright fu messo a capo della lancia. I passeggeri di prima classe Hugh Woolner e Mauritz Håkan Björnström-Steffansson, che avevano precedentemente aiutato l'equipaggio a riempire la zattera C, saltarono all'interno dell'imbarcazione dal ponte A. Un altro passeggero di prima classe, Frederick Maxfield Hoyt (che aveva precedentemente messo la moglie sulla medesima zattera), si buttò in acqua poco dopo la messa in mare della lancia e venne trasportato a bordo da Woolner e Björnström-Steffansson. Nel corso della notte, circa 10-12 persone vennero trasferite sulla zattera D da un'altra lancia. La pieghevole D raggiunse il Carpathia alle 07:15.

### Zattera pieghevole B

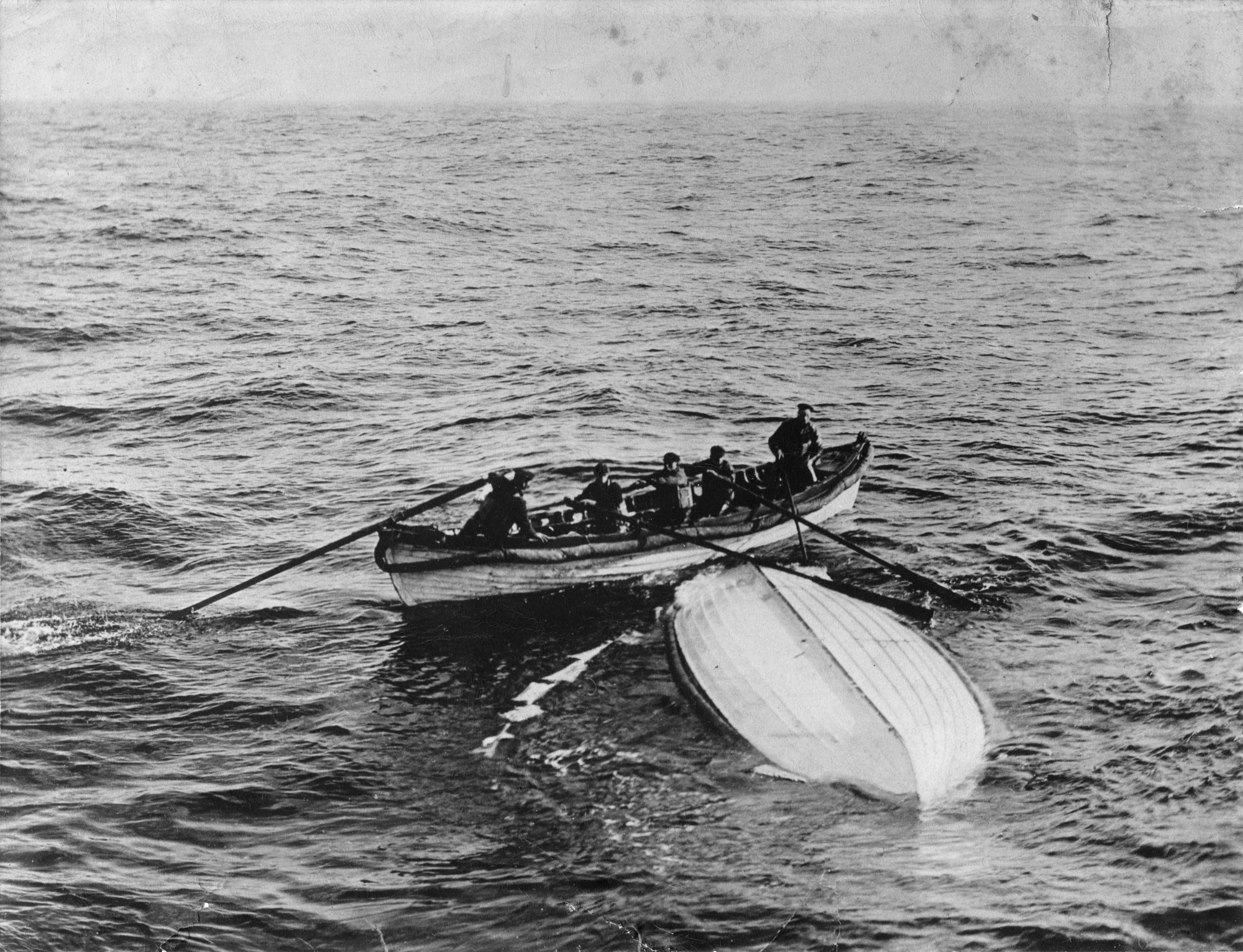
L'equipaggio della Mackay-Bennett recupera la zattera pieghevole B, rovesciata

Verso le 02:15, gli ufficiali Lightoller e Moody e altri membri dell'equipaggio utilizzarono dei mezzi di fortuna, come remi e longheroni, per far scivolare verso il ponte lance la zattera pieghevole B, situata sul tetto degli alloggi degli ufficiali, poiché non c'era più tempo per utilizzare le gru. La zattera sfortunatamente si capovolse e atterrò sul ponte a testa in giù. Mentre si tentava di raddrizzarla, l'acqua raggiunse il ponte lance e spazzò via tutte le persone che erano in procinto di salire sul pieghevole B. Il radiotelegrafista di bordo Harold Bride rimase intrappolato sotto lo scafo della lancia, ma riuscì a liberarsi e a tornare in superficie. A causa del forte sbandamento del Titanic, il primo fumaiolo si staccò, precipitò in avanti e cadde in mare, uccidendo numerosi naufraghi. Decine di persone si arrampicarono sulla zattera rovesciata, inclusi Lightoller (che prese il comando della barca), il diciassettenne Jack Thayer, il colonnello Archibald Gracie IV e il capo panettiere Charles Joughin, divenuto famoso per essere sopravvissuto a lungo al freddo grazie alla grossa quantità di whisky che aveva bevuto mentre la nave affondava e per essere stato uno degli ultimi ad abbandonare la nave. I naufraghi furono costretti a rimanere in piedi per tutta la notte poiché la zattera si allagò parzialmente. Molti naufraghi, compreso Bride, ebbero i piedi congelati, mentre altri, stremati e stanchi dalla permanenza in piedi, caddero in acqua e morirono; tra di essi vi furono il primo radiotelegrafista Jack Phillips ed il passeggero di terza classe David Livshin. I naufraghi superstiti, circa 30, vennero prima fatti disporre da Lightoller su due file, in modo tale da non far ribaltare di nuovo la zattera, e poi trasbordati sulle lance numero 12 e numero 4 prima di raggiungere il Carpathia. Lightoller, trasbordato sulla numero 12, fu l'ultimo superstite a salire sulla nave di soccorso.

### Zattera pieghevole A

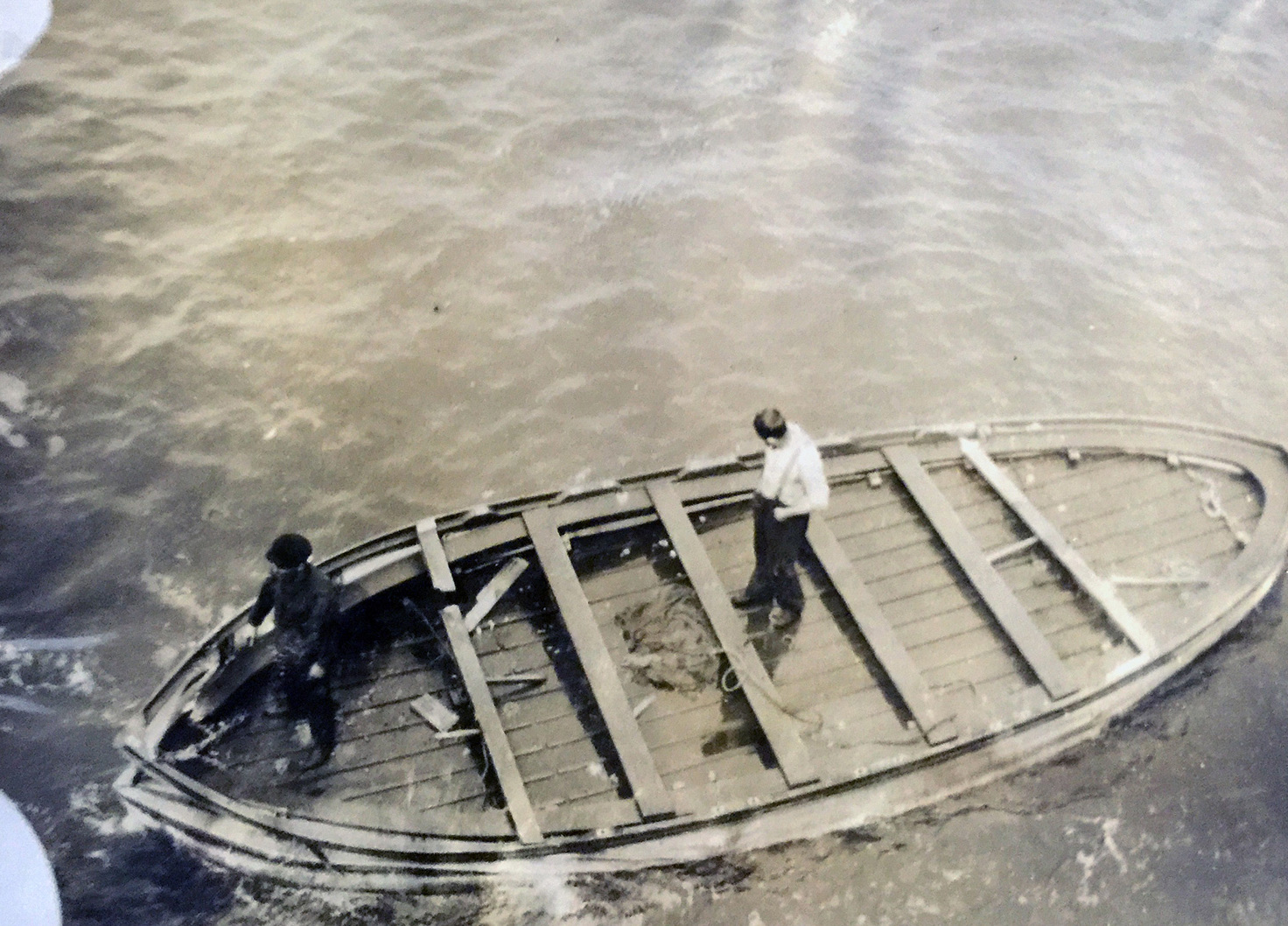
La zattera pieghevole A il 13 maggio 1912

La zattera pieghevole A, situata sulla tolda degli alloggi ufficiali, venne ammainata con successo sul ponte lance, ma, proprio mentre gli ufficiali Murdoch e Moody tentavano di agganciare i tiranti, verso le 02:15, l'imbarcazione e tutte le persone che erano in attesa di salirvi vennero travolte dall'acqua. La zattera vagò per l'oceano semi-allagata e pericolosamente sovraccarica. Almeno sette o otto naufraghi che erano riusciti a salire sull'imbarcazione morirono di ipotermia durante la notte o ricaddero in mare. Tra di loro vi erano il passeggero di prima classe Thomson Beattie, i passeggeri di terza classe Arthur Keefe, i coniugi Edvard e Gerda Lindell e un paio di fuochisti. Furono solo 13 i superstiti a bordo della zattera A; Rhoda Abbott, che perse i suoi due figli di tredici e sedici anni nella tragedia, fu l'unica donna. I naufraghi furono poi trasferiti sulla lancia numero 14 durante la notte. Qualche mese dopo il naufragio, la zattera con al suo interno i corpi di Beattie e Keefe fu ritrovata dalla nave RMS Oceanic, mentre i resti dei coniugi Lindell non furono mai recuperati. Fu però rinvenuto, sempre all'interno della zattera, l'anello nuziale della signora Lindell, che recava l'iscrizione "Edvard e Gerda".

## Destino delle lance di salvataggio

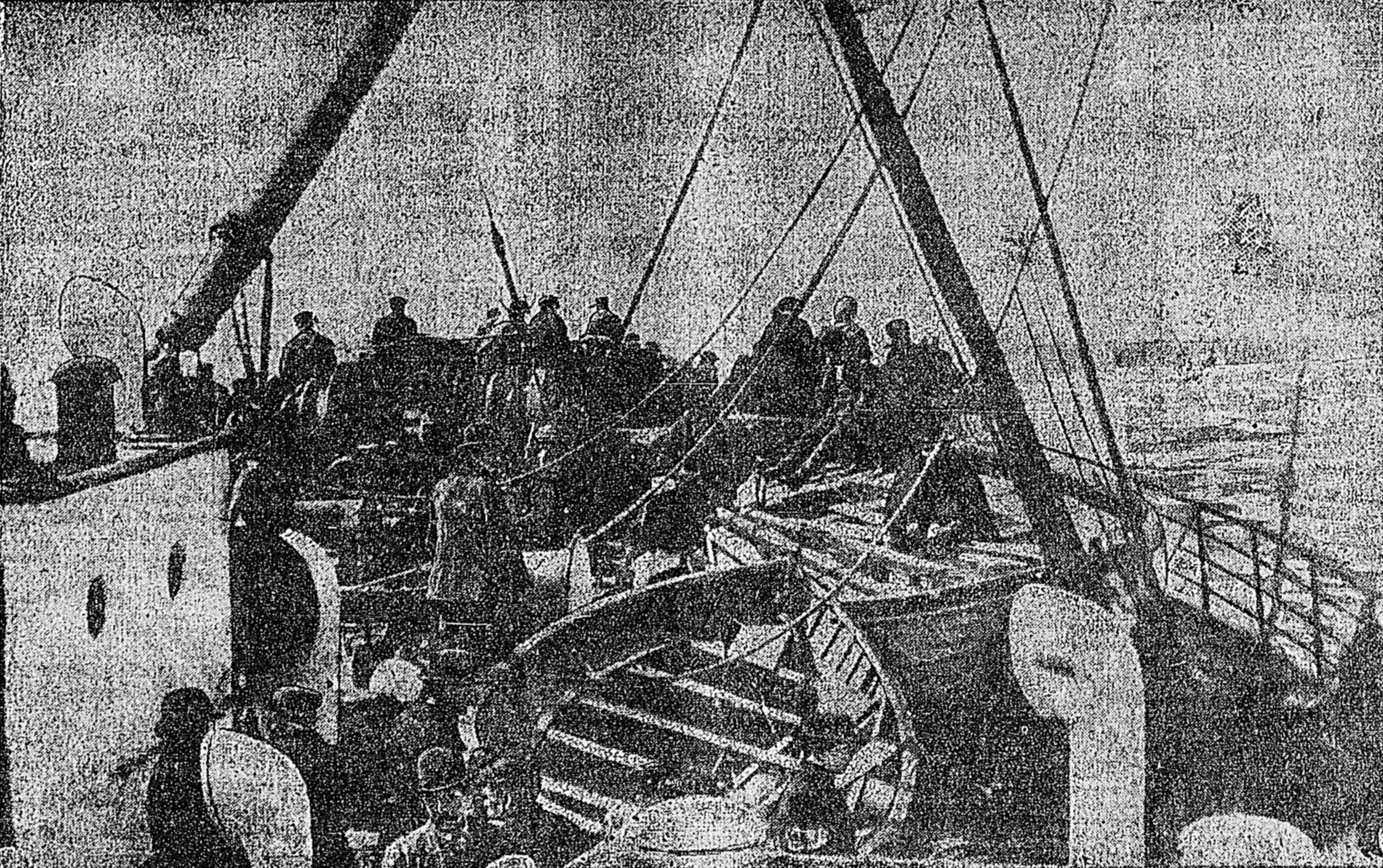
Le lance del Titanic a bordo del Carpathia la mattina del 15 aprile

Il Carpathia caricò a bordo e portò a New York le lance di salvataggio numero 1, 2, 3, 5, 6, 7, 8, 9, 10, 11, 12, 13 e 16. Le restanti sette imbarcazioni (lance numero 4, 14 e 15 e le quattro zattere) vennero abbandonate alla deriva. Durante la notte che seguì l'arrivo del Carpathia a New York, dei cacciatori di "souvenir" rubarono gran parte dell'equipaggiamento delle lance, comprese le targhe "S.S. Titanic", le insegne che recavano i numeri delle lance e i loghi della White Star Line. Secondo i giornali, queste "reliquie" furono successivamente vendute a prezzi che variavano dai 5 ai 25 dollari. Successivamente a questo fatto, alcuni poliziotti furono inviati a sorvegliare le lance.
Il 20 aprile, la White Star Line incaricò un gruppo di ispettori della C. M. Lane Lifeboat Company, con sede a Brooklyn, di fare l'inventario del contenuto delle lance, valutandolo: il valore totale fu stimato in $ 5.446,31.
Il destino finale delle lance è sconosciuto: alcuni suppongono che furono abbandonate o smantellate, mentre altri affermano che siano state caricate sulla nave gemella RMS Olympic il 23 aprile 1912, portate in Inghilterra e successivamente riparate, ridipinte e riutilizzate su altre navi. Quest'ultima è l'ipotesi più plausibile.
L'unico elemento ancora oggi esistente ed osservabile delle lance è un guidone rimosso da una delle imbarcazioni da un cacciatore di souvenir e conservato al museo della Titanic Historical Society. Una copia di una lancia del Titanic è situata al Titanic Belfast Museum di Belfast ed è utilizzata come attrazione turistica.